# Geocaching

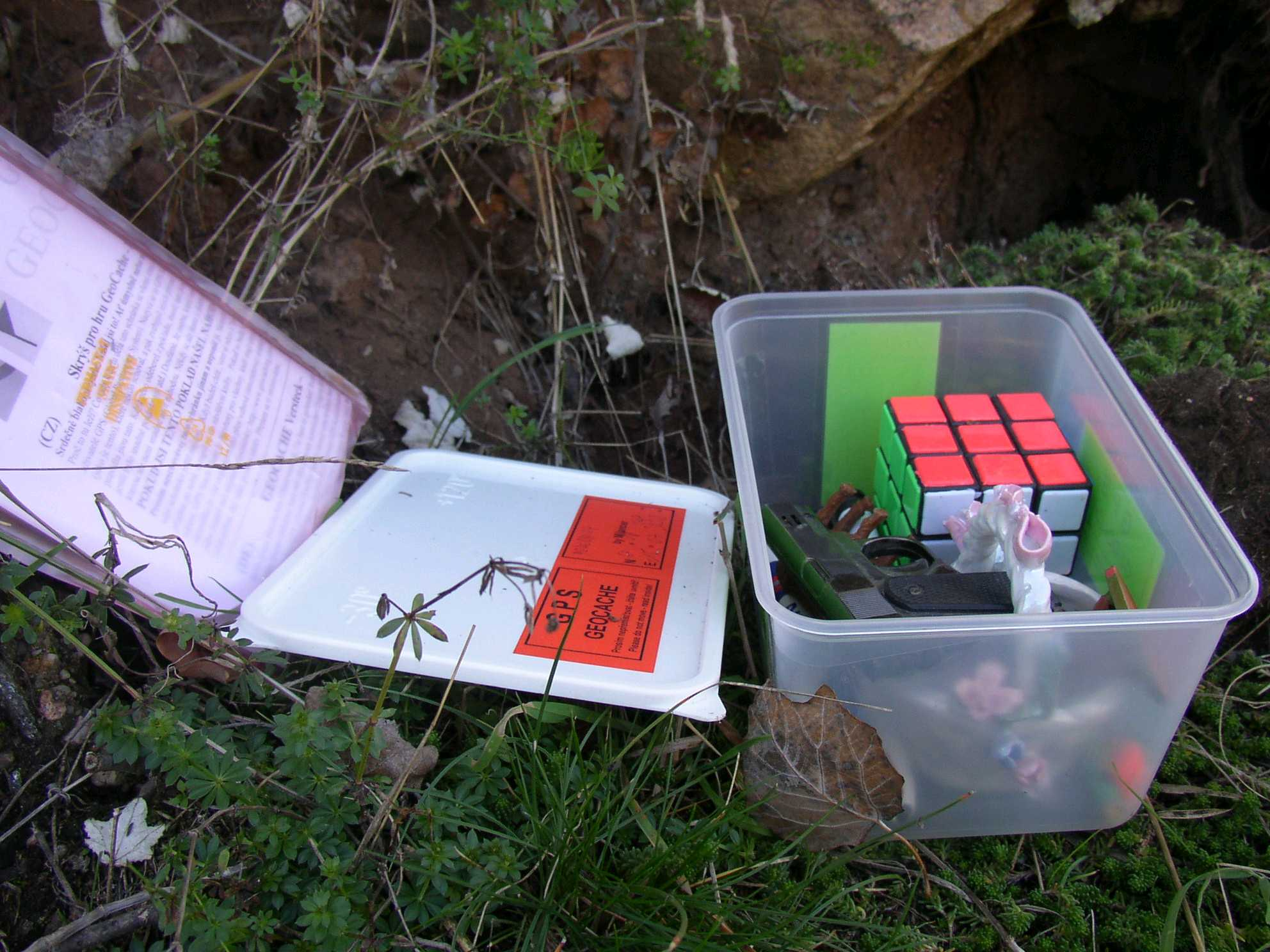
Geocache

Geocaching är en GPS-stödd variant av skattjakt utomhus, en internationell lekform härstammande från USA. Utövarna söker skatter (så kallade cacher) vars koordinater är utlagda på internet. Dessa gömmor placeras av andra deltagare.
Geocaching kan betraktas som ett verkligt, platsbaserat spel. En typisk cache är en liten vattentät behållare som innehåller en loggbok och ibland en stiftpenna eller en kulspetspenna. Geocacharen signerar loggen med sitt etablerade kodnamn/användarnamn och daterar det, för att bevisa att de hittat cachen. Efter signering av loggen måste cachen placeras tillbaka exakt där personen hittade den.
Geocaching delar många aspekter med benchmarking, trigpointing, orientering, skattjakt, letterboxing, trail blazing och en annan typ av platsbaserat spel som heter Munzee.

## Historia

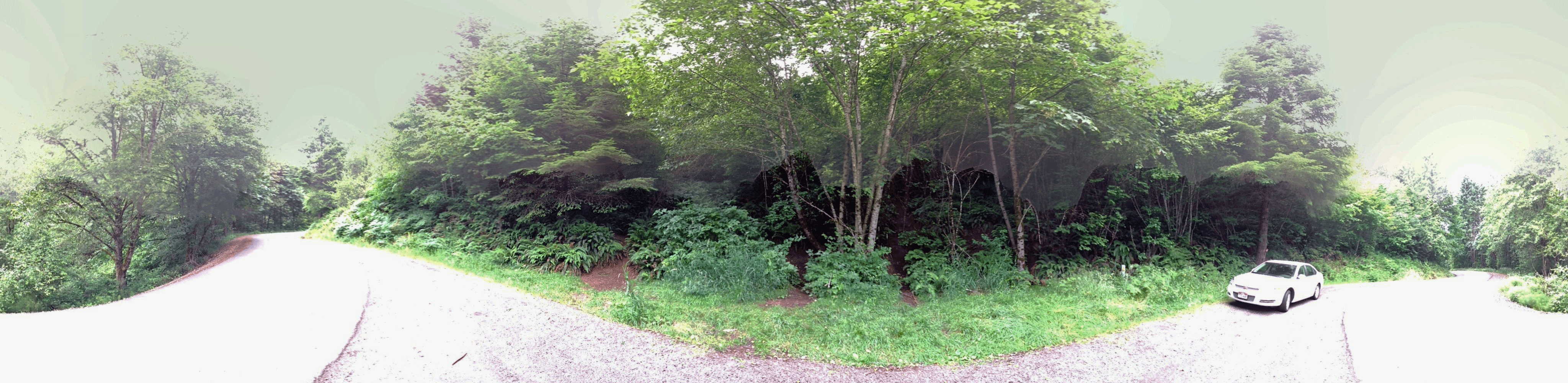
En 360° panoramavy över platsen för den första geocachen, i Beavercreek, Oregon, placerad av Dave Ulmer.

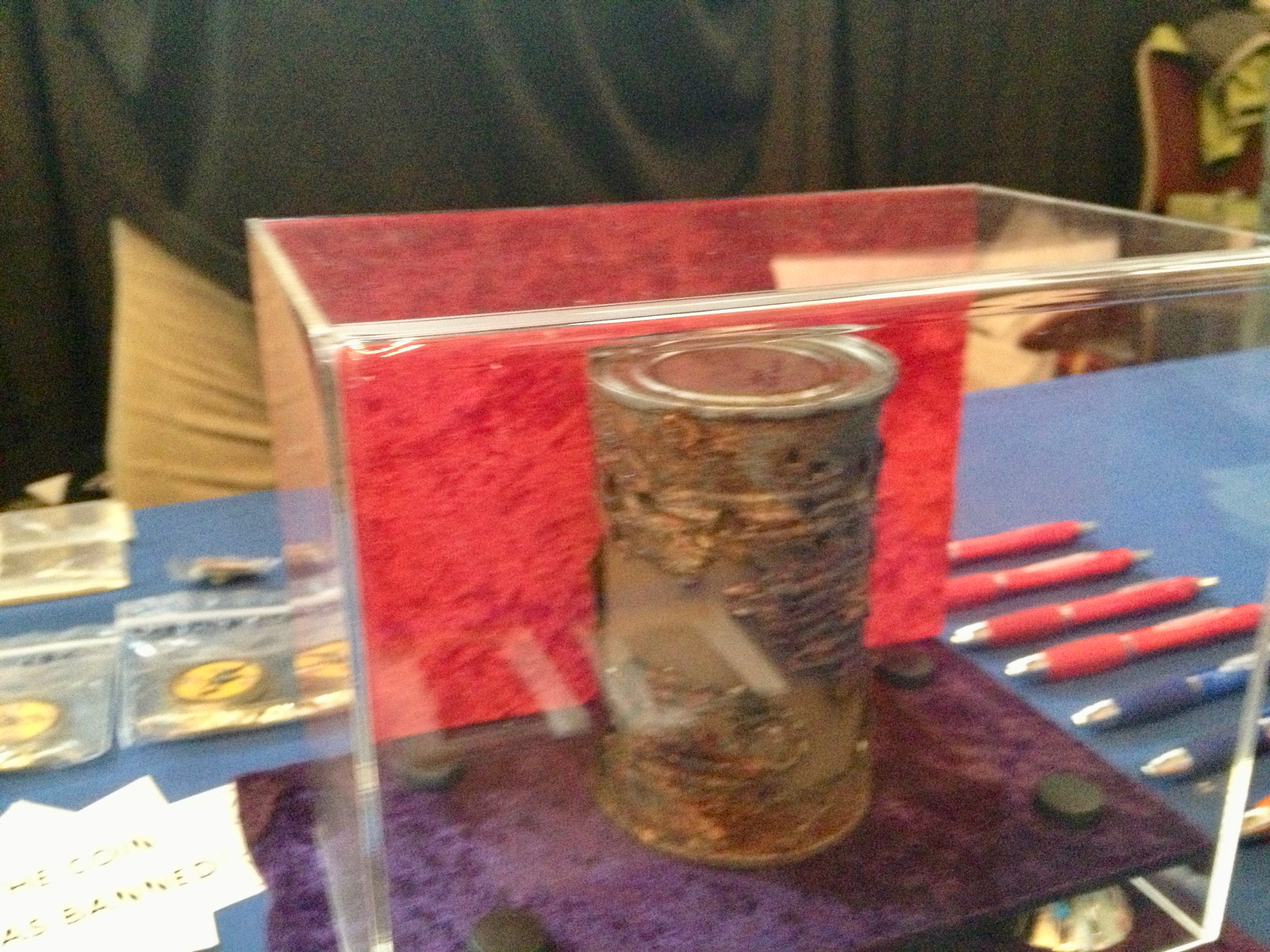
"Original Can of Beans", som fanns i den första geocachen, vid 2012 Geocoinfest Mega Event i Colorado.

Geocaching liknar spelet letterboxing (med ursprung 1854), som använder ledtrådar och referenser till landmärken inbäddade i berättelser. Geocaching skapades kort efter borttagandet av Selective Availability från Global Positioning System den 2 maj 2000 (Blue Switch Day), eftersom systemets förbättrade noggrannhet gjorde det möjligt för en liten behållare att placeras, märkas ut på kartan och lokaliseras med precision.
Den första dokumenterade placeringen av en GPS-lokaliserad cache ägde rum den 3 maj 2000 av Dave Ulmer i Beavercreek, Oregon. Platsen publicerades på Usenets nyhetsgrupp sci.geo.satellite-nav[-12] vid 45°17.460′N 122°24.800′W. Inom tre dagar hade cachen hittats två gånger, först av Mike Teague. Enligt Dave Ulmers meddelande var denna cache en svart plasthink som delvis var nergrävd och innehöll olika föremål, såsom programvara, videor, böcker, pengar, en burk bönor och en slangbella. Geocachen och det mesta av dess innehåll förstördes så småningom av en gräsklippare, men burken med bönor var det enda föremålet som räddades och förvandlades senare till ett spårbart föremål som kallas "Original Can of Beans". En annan geocache och plakett, kallad Original Stash Tribute Plaque, sitter nu på platsen.
Geocachingföretaget Groundspeak tillåter utomjordiska cacher, t.ex. månen eller Mars, även om webbplatsen för närvarande endast tillhandahåller jordbundna koordinater. Den första publicerade utomjordiska geocachen var GC1BE91, som placerades på Internationella rymdstationen av Richard Garriott 2008. Den använde Baikonurs uppskjutningsområde i Kazakstan som sin position. Den ursprungliga cachen innehöll en Travel Bug (det första geocaching-spårbara föremålet i rymden), som stannade på stationen tills den fördes tillbaka till jorden 2013. På grund av brandrestriktioner ombord på stationen innehöll geocachen ingen officiell pappersloggbok. Från och med juni 2024 har endast en bekräftad geocachare (den 17 november 2013) faktiskt hittat geocachen, även om andra har hävdat att även de har hittat den. För att fira tillfället tillät Groundspeak att en särskild sorts geocaching-evenemang kunde genomföras över hela världen, vilket gjorde det möjligt för deltagare att få en virtuell souvenir på sin profil.

## Beskrivning
En cache består av en behållare, som helst ska vara gömd på ett sådant sätt att en geocachare kan hitta den, medan en person som inte letar inte ska råka snubbla över den. Cacher är som regel inte nedgrävda. En cache kan vara av väldigt varierande storlek och vara gömd såväl mitt inne i storstäder som ute i naturen. När man väl hittat cachen gäller det bara att följa ett par stående regler. Skriva något i loggboken,  samt se till att lämna allt exakt som när man hittade det.
Det finns flera olika typer av gömmor. Den enklaste varianten handlar om att hitta cachen med hjälp av koordinater och en utförlig beskrivning. En svårare variant, så kallad multi-cache, innebär att man antingen måste hitta flera cacher på vägen för att få ledtrådar till slutcachen eller besöka angivna platser vars koordinater man räknar ut med hjälp av matematiska formler eller bilder som kräver att cachesökaren måste läsa av eller räkna rätt för att komma fram till de korrekta koordinaterna för slutcachen. Det finns även så kallade mystery-cacher, där det bara är utläggarens fantasi som sätter gränserna. De koordinater som finns angivna på en mystery-cache är oftast irrelevanta med avseende på cachens fysiska placering. För att få fram de riktiga koordinaterna behöver man ofta lösa någon form av gåta, exempelvis ett matematiskt problem eller en krypterad text. Vissa mystery-cacher skall dock lösas på plats med hjälp av ledtrådar eller dylikt. Dessa cacher kallas Field Puzzles och man vet sällan vad man ska göra förrän man besöker den angivna startkoordinaten. Ytterligare en variant är earthcache, en cache som inte har någon fysisk låda utan som visar på en plats av geologiskt intresse. Istället för att leta upp lådan och skriva en logg så ska användaren svara på ett antal frågor och göra beräkningar som anknyter till de geologiska förhållandena på platsen. 
Det krävs en internetuppkoppling för att kunna få reda på vilka cachegömmor som finns i närheten, samt en GPS-mottagare eller en smarttelefon att använda i fält, även om det ofta kan gå bra utan. På Internet finns idag ett flertal webbplatser där man kan hitta koordinater för gömmor över hela världen.

### Olika typer av cacher
Det finns flera olika typer av cacher. En vanlig cache kallas för en traditionell cache. Den ser ut som en liten grön ask på kartan. Då finns det en burk gömd på de koordinaterna som det står på hemsidan eller i appen. 
En mystery-cache ser ut som ett blått frågetecken på kartan. Då finns det ingen behållare gömd där koordinaterna visar. För att få fram de riktiga koordinaterna till skattens gömma så måste man lösa någon typ av problem. Det kan till exempel vara att man ska lägga ett pussel, lösa ett matematiskt problem eller liknande. Det kan i princip vara vad som helst.
En multi-cache ser ut som en gul ask på kartan. En sådan typ av Geocache innehåller ett flerstegs-uppdrag. Då finns det inte heller någon gömd burk på platsen. Men man måste ändå ta sig till koordinaterna som syns på kartan för att sedan hitta någonting på den platsen som kan föra dig vidare till nästa steg. Det kan till exempel vara att man ska räkna hur många fönster ett hus har, eller så ska man leta efter en gömd lapp med koordinater till nästa steg.

## Begrepp

### Bytesföremål
Större behållare av plast (som Tupperware eller liknande), eller ammunitionslådor i plåt, kan också innehålla föremål, såsom leksaker eller prydnadssaker, vanligtvis av mer sentimentalt värde än ekonomiskt. Dessa kan bytas mot något annat föremål som geocacharen själv har med sig.

### Travel Bug

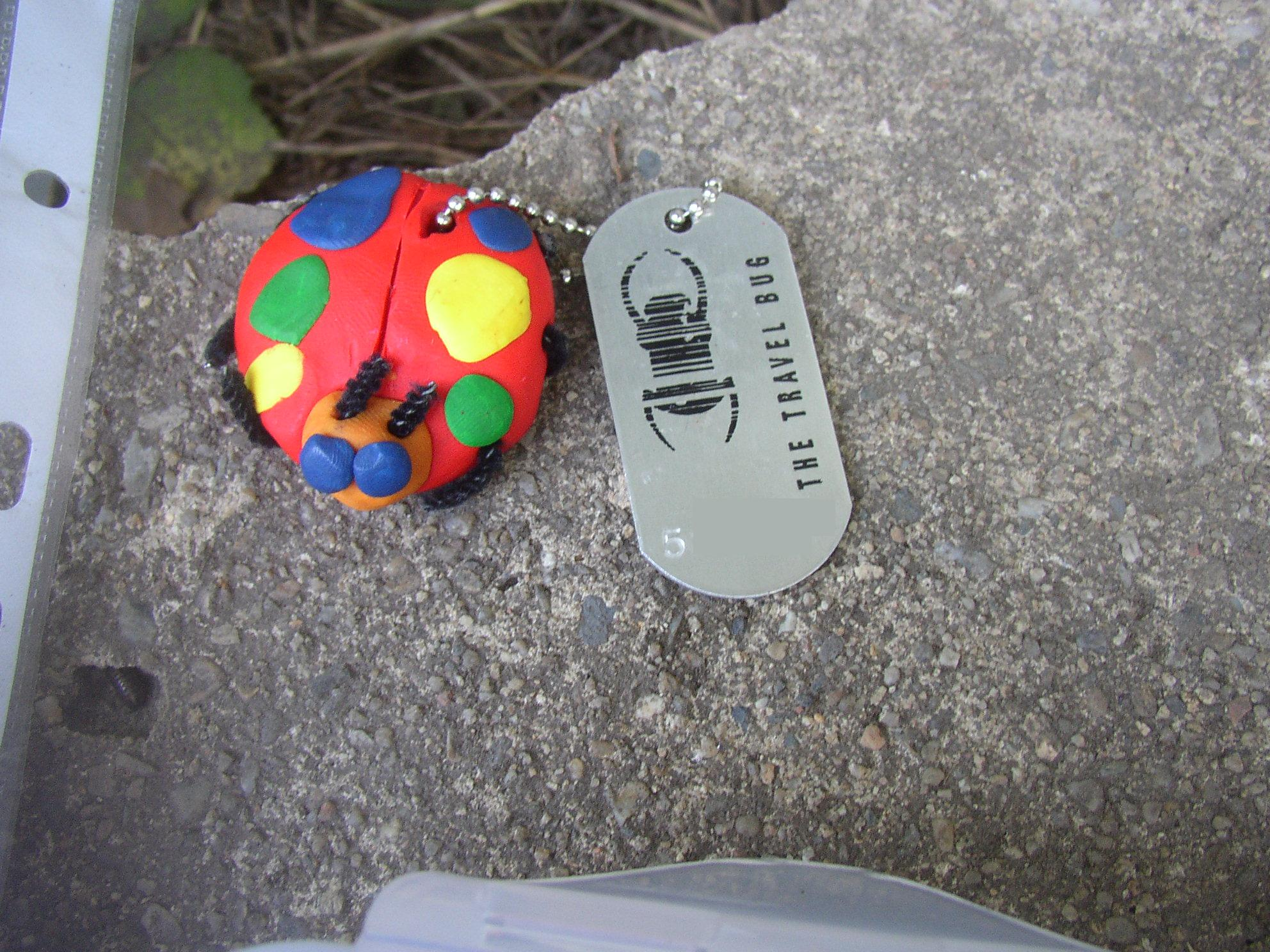
En Travel Bug fäst vid en nyckelpiga av lera

En Travel Bug är ett registrerat varumärke av Groundspeak som används för att beskriva en slags bricka som används vid geocaching. Brickan är ofta fastsatt med en liten plastfigur eller nyckelring. Den flyttas från cache till cache och resan kan loggas på en speciell webbsida. Varje Travel Bug har ett unikt nummer som måste anges för att kunna logga den på webbsidan.
Ofta förses travelbuggen med ett "uppdrag" av sin ägare. Exempel på uppdrag kan vara att bli fotograferad på vackra platser, att röra sig från landskap till landskap eller liknande.

### Geocoin

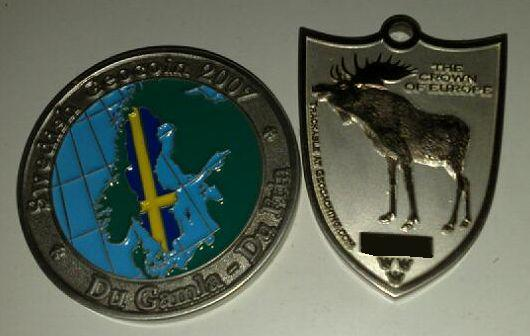
2 olika svenska geocoins

Ett geocoin fungerar likadant som en Travel Bug men är av metall och ser ut som ett mynt med olika motiv på. Ofta motiv från det land där ägaren är ifrån. Men det finns även andra motiv och former. Varje mynt har ett unikt nummer inpräglat så dess resa går att följa på internet.

### Events
Något som blivit både allt vanligare och mer populärt inom geocaching är så kallade events. Ett event är ett förplanerat evenemang där det vanligen släpps ett flertal nya geocacher på en given tidpunkt och plats. Det huvudsakliga syftet är att träffa andra geocachare och utöva den gemensamma hobbyn tillsammans. Arrangören av ett event planerar vad som ska hända, bestämmer en tid och samlingsplats och publicerar sedan sitt event på en Geocaching-portal. Att delta på ett event är ofta gratis, men man uppmuntras att logga sin närvaro både i en fysisk loggbok vid samlingsplatsen och på Internet, på liknande sätt som med vanliga geocacher. Ibland finns försäljning av geocachingutrustning, mat och fika på samlingsplatsen. Många event blir så populära att de återkommer varje år.

### CITO
CITO står för "Cache In Trash Out" och är en term som skapats för att kombinera geocaching med återvinning och sunt miljötänk bland geocachare. Vanligast förekommande är CITO-begreppet i samband med specifika CITO-event, där skillnaden mot ett vanligt event är att man istället för att logga geocacher går omkring och samlar skräp. När eventet är över är det vanligt att deltagarna tillsammans källsorterar det skräp de samlat ihop och därefter skriver på eventets loggbok.

### Mugglare
De som inte ännu är invigda i sporten kallas för mugglare efter beskrivningen av icke-trollkarlar i Harry Potter-böckerna. Uttryck som man kan se är "mugglartätt" - gott om folk i närheten som inte är geocachare och "mugglad" - skattgömman har blivit borttagen/kastad av någon som inte är geocachare. 

## Geocaching i Sverige
Så länge som markägaren gett sitt tillstånd och det finns någon som sköter om geocachen bedömer Naturvårdsverket att det är förenligt med allemansrätten att placera ut och leta efter dem. Det finns dock vissa ställen som inte får beträdas under geocaching eller annan liknande aktivitet. 
- Tomt närmast bostadshus. Det är risken att störa och inte tomtgränsen som avgör hur nära det går att passera.
- Planteringar och åkrar med växande gröda, om det finns risk att grödan kan ta skada.
- Naturreservat och andra skyddade områden.
- Nära/i/på fornlämningar såsom i stenmurar, rösen eller på kyrkogårdar/begravningsplatser.

Regler:
• Man får inte gömma en cache nedgrävd under marken.
• När man har signerat loggremsan med sitt  Geocaching-namn så får man absolut inte ta med sig cachen därifrån. Man ska gömma den på samma ställe där man hittade den.